# 2022 FN12
2022 FN12 est un objet transneptunien faisant partie des cubewanos, d'un diamètre d'environ 100 km. 
2022 FN12 a été découverte en 2022, mais a pu être retrouvé sur des images d'archive de 2009 qui ont fortement contredit les estimations prédentes.